# فلورنسيو كورنيليا
فلورنسيو كورنيليا (بالهولندية: Florencio Cornelia)‏ هو لاعب كرة قدم هولندي، ولد في 14 يونيو 1981 في لايدردورب في هولندا. لعب مع غو أهد إيغلز وفورتونا سيتارد.

## روابط خارجية
- فلورنسيو كورنيليا على موقع قاعدة بيانات كرة القدم.إي يو (الإنجليزية)
- فلورنسيو كورنيليا على موقع عالم كرة القدم.نت (الإنجليزية)